# مالا (لاعب كرة قدم)
مالا هو لاعب كرة قدم غيني بيساوي في مركز الوسط، ولد في 6 ديسمبر 1979 في بيساو في غينيا بيساو. شارك مع منتخب غينيا بيساو لكرة القدم. أما مع النوادي، فقد لعب مع أتليتيكو كلوب دي برتغال وإشتوريل برايا ومافرا ونادي بياترا نيامتس ونادي بيرا مار ونادي فارول كونستانتسا.

## وصلات خارجية
- مالا (لاعب كرة قدم) على موقع الاتحاد الدولي (مؤرشف)  (الإنجليزية)
- مالا (لاعب كرة قدم) على موقع قاعدة بيانات كرة القدم.إي يو (الإنجليزية)
- مالا (لاعب كرة قدم) على موقع ناشيونال فوتبول تيمز (الإنجليزية)
- مالا (لاعب كرة قدم) على موقع Soccerway.com (الإنجليزية)